# Kleine hersenen
De kleine hersenen, of cerebellum, zijn onderdeel van de hersenen en hoofdzakelijk verantwoordelijk voor motoriek. Daarnaast spelen de kleine hersenen mogelijk een rol in verschillende cognitieve processen, waaronder aandacht en taal en het reguleren van angst- en plezierreacties. De kleine hersenen starten bewegingen niet op, maar dragen bij aan de coördinatie, nauwkeurigheid en timing van bewegingen die in de motorische schors van de grote hersenen zijn opgestart. De kleine hersenen ontvangen zintuiglijke informatie uit het ruggenmerg en andere delen van de hersenen en integreren deze input om motorische handelingen precies af te stellen. Schade aan de kleine hersenen kan leiden tot schokkerige bewegingen en evenwichtsproblemen.
De kleine hersenen lijken anatomisch gezien een aparte structuur van de hersenen, die onder de cerebrale hemisferen ligt. Ze bestaan uit twee helften die ongeveer de grootte van een perzik hebben. De schors van de kleine hersenen is als het ware een opgevouwen accordeon en bestaat uit fijne, parallelle groeven, in tegenstelling tot de grove, onregelmatige groeven van de grote hersenen. De kleine hersenen bevatten meer neuronen dan de rest van de hersenen, hoewel de structuur slechts 10% van het volume uitmaakt.
De kleine hersenen zijn een van de eerste structuren die beïnvloed worden door alcohol, wat de bewegingsproblemen bij dronkenschap verklaart.

## Anatomie
De kleine hersenen liggen in de achterste schedelgroeve. Het tentorium cerebelli, een uitstulping van het harde hersenvlies scheidt de kleine hersenen van de achterhoofdskwab van de grote hersenen. Aan de voorkant van de kleine hersenen bevindt zich de vierde ventrikel. Deze hersenventrikel ligt tussen de pons van de hersenstam en de kleine hersenen in. Alle verbindingen tussen de kleine en grote hersenen lopen door de pons. Het cerebellum wordt gerekend tot het metencephalon, het bovenste gedeelte van het rhombencephalon.
Net als de grote hersenen, heeft het cerebellum twee hemisferen. Daarnaast ligt er op de middellijn een smal gebied genaamd de vermis (Latijn voor "worm"). De buitenste lagen cellen van de kleine hersenen, ook wel de cortex cerebelli genoemd, is grijze stof. De grijze stof bevat de cellichamen van de zenuwcellen. Vanwege het grote aantal korrelcellen, bevat het cerebellum meer neuronen dan de rest van het brein in totaal. Er zijn ongeveer 3,6 keer zoveel neuronen in de kleine hersenen als in de neocortex. Deze verhouding is terug te vinden in veel zoogdiersoorten.
De cortex cerebelli is van buiten naar binnen in de volgende drie lagen te verdelen: de moleculaire laag ofwel het stratum moleculare, die nauwelijks cellen bevat; de laag met purkinjecellen, ofwel het stratum purkinjense, en een laag met korrelcellen ofwel het stratum granulosum. Verder naar de binnenkant is de witte stof te vinden. Hier liggen vooral gliacellen, andere ondersteunende cellen en zenuwbanen. Midden in de witte stof liggen echter een aantal gebieden met diepe zenuwcellen: de nucleus dentatus, de nucleus interpositus (nucleus emboliformis en nucleus globosus) en de nucleus fastigii.

### Onderdelen

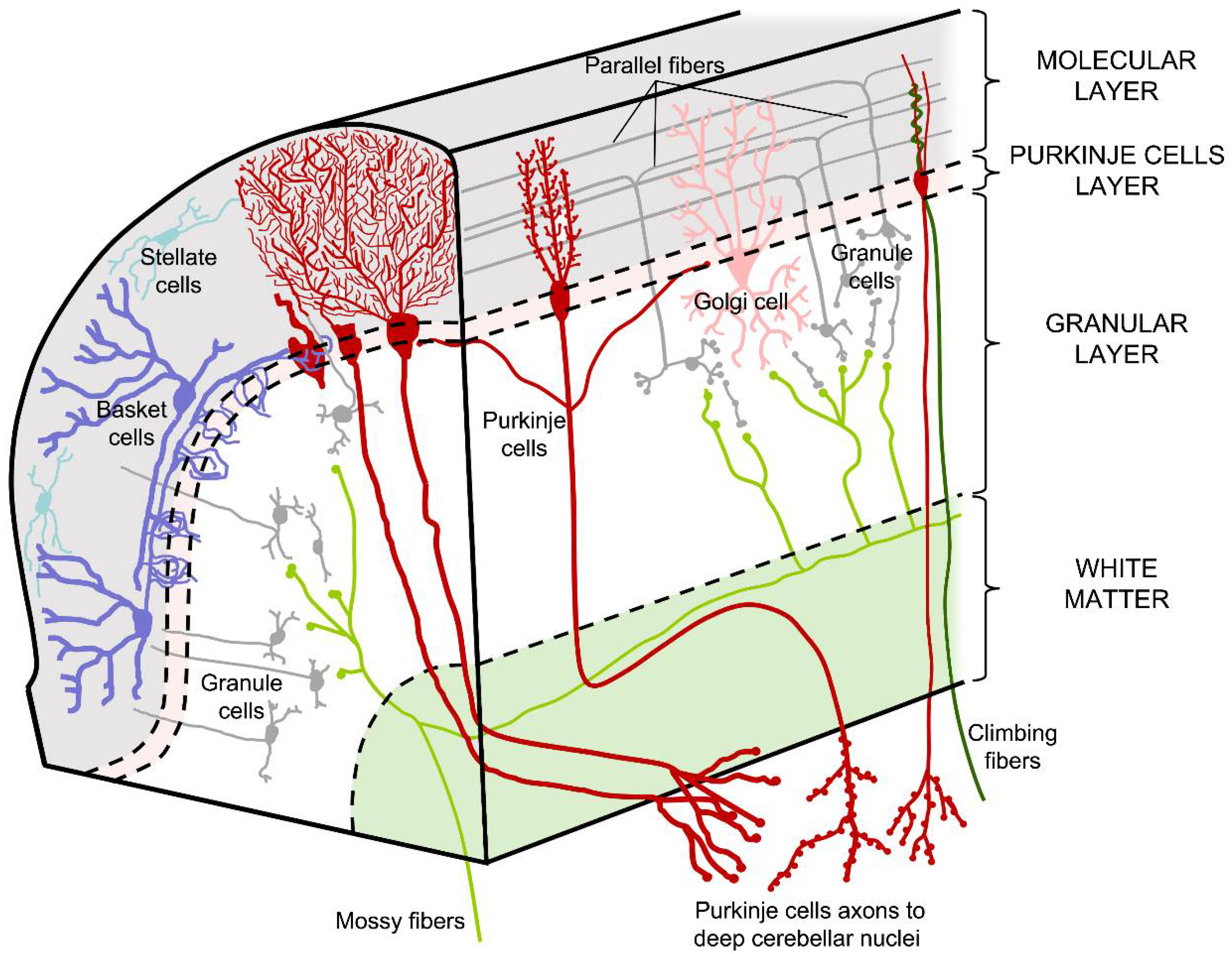
Overzicht van de verschillende lagen van de hersenschors. Korrelcellen zijn aangegeven als 'granule cells'

Neurale verbindingen tussen de verschillende typen neuronen in de hersenschors. Inclusief purkinjecellen, korrelcellen en interneuronen. (+) vertegenwoordigen stimulerende synapsen en (-) vertegenwoordigen remmende synapsen.

De kleine hersenen zijn onderverdeeld in drie delen: de lobus cerebelli anterior, of "voorkwab", gelegen boven de fissura prima van het cerebellum; de lobus cerebelli posterior, of "achterkwab"; en de lobus flocculonodularis. De lobus flocculonodularis, die ook het vestibulocerebellum ("evenwichtscerebellum") wordt genoemd, is van de achterkwab gescheiden door de fissura posterolateralis. Vanaf de buitenkant zijn de verschillende kwabben van elkaar te onderscheiden. Hiervoor is het nodig het weefsel door te snijden. Het hele cerebellum bestaat uit tien kwabjes, waarvan er vijf in de voorkwab, vier in de achterkwab en één in de lobus flocculonodularis liggen.
Aan de oppervlakte van de kleine hersenen zijn veel kleine plooien te zien. Deze worden folia genoemd (Latijn voor boombladeren). Deze folia maken het mogelijk dat de kleine hersenen zeer dicht van structuur zijn. Al die boombladeren worden samen vaak de "levensboom", of arbor vitae, genoemd. De folia dienen niet verward te worden met het folium vermis, een van de structuren waaruit de vermis verticaal is ingedeeld, wanneer men voorstelt dat de vermis omgeklapt is rond een laterolaterale as. Meer specifiek is het folium vermis het eerste stuk van het zevende deel van de vermis, conform de indeling volgens Olof Larsell.

## Zenuwbanen

### Inkomend
De kleine hersenen hebben de volgende soorten inkomende zenuwbanen:
- Mosvezels. Deze zenuwbanen komen uit het ruggenmerg en het verlengde merg en gaan naar de korrelcellen in de cortex cerebelli.
- Klimvezels. De klimvezels hebben hun oorsprong in de pons en gaan naar de purkinjecellen.

Deze zenuwbanen komen uit de volgende gebieden van het centrale zenuwstelsel. Tussen haakjes staat de soort informatie aangegeven.
- Uit het ruggenmerg, informatie over de proprioceptie. (sensibel)
- Uit de hersenstam, bijvoorbeeld informatie over evenwicht. (sensibel)
- Uit de primaire somatosensibele schors. In dit gebied van de grote hersenen komt informatie binnen met betrekking tot de tast en de positionering van ledematen. (sensibel)
- Uit de primaire motorische schors. (motorische informatie)
- Uit de premotorische schors.  (motorische informatie)
- Uit de gehele hersenschors. (associatief).

### Uitgaand
De uitgaande zenuwbanen lopen voornamelijk naar de motorische en premotorische schors, veelal via motorische kernen in de thalamus. Vrijwel de volledige output vanuit het cerebellum verloopt via de pedunculus cerebellaris superior, een van de drie stelen waarmee het cerebellum vastzit aan de hersenstam.
De banen zijn georganiseerd rondom de drie functionele eenheden van het cerebellum: het buitenste deel van de hemisferen, het middelste deel van de hemisferen en de vermis en de lobus flocculonodularis. Laesies in de buitenste delen van de hemisferen tasten vooral de coördinatie van de ledematen aan, terwijl laesies in het midden van het cerebellum vooral leiden tot problemen met het bewegen van de romp, het vasthouden van het postuur, evenwicht en de loopgang. Een ander opmerkelijk feit is dat laesies in het cerebellum leiden tot ipsilaterale problemen in het lichaam. Dat wil zeggen dat een laesie aan de rechterkant van het cerebellum zal zorgen voor problemen in de rechterhelft van het lichaam. Dit komt doordat de paden tussen het cerebellum en de grote hersenen zijn gekruist. Bij laesies in de hemisferen van de grote hersenen, die de tegengestelde helft van het lichaam aansturen, ontstaan de problemen juist aan de andere kant van het lichaam.
Alle uitgaande informatie uit het cerebellum wordt door purkinjecellen naar de diepe kernen in het cerebellum en de nuclei vestibulares doorgegeven. De buitenste gebieden van de hemisferen van het cerebellum zijn betrokken bij motorische planning en projecteren naar de nucleus dentatus. De nucleus dentatus projecteert op zijn beurt naar de contralaterale ventraal-laterale kern van de thalamus, die de informatie vervolgens doorgeeft aan de motorische schors en bijbehorende associatiegebieden. Tegelijkertijd projecteert de nucleus dentatus naar de contralaterale nucleus ruber, waarvandaan de informatie wordt doorgegeven aan de oliva.
Het binnenste gedeelte van de hemisferen van het cerebellum zijn betrokken bij het coördineren van reeds in gang gezette bewegingen in de uiterste ledematen en projecteren naar de nucleus interpositus. Van daar volgt de informatiestroom hetzelfde pad als hierboven beschreven werd. Vanaf de motorische schors worden lichaamsbewegingen aangestuurd. Zo beïnvloedt het cerebellum de informatie die wordt doorgegeven aan de laterale corticospinale zenuwbaan, onderdeel van het piramidale systeem.
De vermis en de lobus flocculonodularis hebben, respectievelijk, voornamelijk invloed op de aansturing van de romp en de samenwerking tussen de ogen en de evenwichtszin. De vermis projecteert naar de nucleus fastigii, die vervolgens communiceert met het tectum, de thalamus en de nuclei vestibulares.

## Functie
Door deze informatie spelen de kleine hersenen een rol bij de volgende gedragingen:
- bewegingssturing
- bewegingsplanning
- evenwicht
- rotaties van de as van het lichaam
- beïnvloeden van emotionele en mentale processen

De kleine hersenen zijn voor de fijne afstelling tussen waarneming en beweging. Ze dienen als schakelcentrum voor de aansturing van spieren. Bewegingsvoorstellingen van nieuw geleerde bewegingen worden vermoedelijk in de kleine hersenen opgeslagen. De kleine hersenen lijken echter ook betrokken te zijn bij het uitvoeren van sterk geautomatiseerde handelingen, waarbij zij mogelijk de bewegingscoördinaten van bewegingen verschaffen, zonder tussenkomst van hogere motorische centra in de premotore schorsgebieden. Men vermoedt verder dat ook een functie als schatten van tijd, dus timing, met het cerebellum verbonden is. Mensen met beschadigingen in de kleine hersenen kunnen bijvoorbeeld niet meer goed de duur schatten van een geluid, of het moment van een toekomstige gebeurtenis voorspellen, zoals een tennisspeler de bewegingen van een tegenstander anticipeert. De kleine hersenen zijn ook bij associatieve leerprocessen betrokken, zoals in klassiek conditioneren. Zo blijken laesies van de kleine hersenen het aanleren, maar ook de retentie van een eenmaal aangeleerde voorwaardelijke oogknipreflex te verstoren. Mogelijk hangt dit laatste ook samen met een stoornis in de timing van gedragsfuncties.
Verder zijn er een aantal regelkringen van emotionele en mentale prikkelverwerking, waarbij ook het cerebellum wordt aangedaan.

## Overige pathologie
Wetenschappers hebben sterke aanwijzingen gevonden dat het cerebellum betrokken is bij emotionele en cognitieve functies. Beschadiging ervan zou kunnen leiden tot psychische aandoeningen, zoals schizofrenie, autisme, depressie, dementie en epilepsie. De Amerikaanse neuroloog Jeremy Schmahmann beschreef in dat verband in 1998 het cerebellair cognitief affectief syndroom.
Bij overmatig gebruik van alcoholische drank worden de kleine hersenen deels uitgeschakeld, wat leidt tot karakteristieke ongecoördineerde bewegingspatronen, de dronkemansgang of het zwalken dat onder ataxie valt.
Een eenvoudige proef om te zien of er sprake zou kunnen zijn van beschadigingen in de kleine hersenen is te vragen of iemand met zijn wijsvinger het puntje van zijn neus kan aanraken met zijn ogen dicht. Indien het puntje van de neus wordt gemist kan dat duiden op een beschadiging of intoxicatie van de kleine hersenen.